# Puccinellia qinghaica
Puccinellia qinghaica är en gräsart som beskrevs av Nikolai Nikolaievich Tzvelev. Puccinellia qinghaica ingår i släktet saltgrässläktet, och familjen gräs. Inga underarter finns listade i Catalogue of Life.